# Paolo Ongaro
Paolo Ongaro (Mestre, 22 giugno 1946) è un fumettista italiano.

## Biografia
Esordì a 17 anni, nel 1964, inchiostrando le tavole realizzate a matita da Vladimiro Missaglia; scrive anche, in questo primo periodo, un racconto che verrà pubblicato da un settimanale milanese. Alla fine degli anni sessanta passa a collaborare con vari editori come Gino Sansoni, per il quale realizza alcune storie a fumetti pubblicate sulla rivista Horror.
Dal 1970 inizia un'assidua collaborazione con diversi periodici per ragazzi come Intrepido e Il Monello dell a Editrice Universo e la Collana Eroica della Dardo; dal 1971 al 1973 collabora con lo studio Staff di IF; realizza poi negli anni varie storie per altre testate come Diabolik, della quale inchiostra otto numeri disegnati da Sergio Zaniboni, e poi Il Giornalino, il Corriere dei ragazzi oltre che SuperGulp!  (1975) e la collana Storia d'Italia a fumetti di Enzo Biagi (1978) della Mondadori. Con Biagi quest'ultimo collaborerà nel 1989 anche per La seconda guerra mondiale a fumetti. Nella seconda metà degli anni settanta collabora anche con la testata Tarzan della Cenisio, e realizza storie belliche per la britannica Fleetway e per le serie Uomini e guerra e Supereroica dell'Editoriale Dardo, mentre per il Corrier Boy crea L'Immortale (poi ripubblicato due volte, dapprima nel 1977 per la Nerbini con un cartonato di grande formato e in seguito dalla Nicola Pesce Editore; per la Mondadori realizza la serie Agente Speciale Magnum pubblicata su Audax.
Negli anni ottanta realizza diverse storie a carattere sportivo per il Gazzettino dello Sport e per il Guerin Sportivo per i quali realizzala serie Azzurro con le biografie di grandi calciatori italiani, Il romanzo delle Olimpiadi (ristampato in volume da Mondadori nel 1996) e il Giallo della Formula uno, per il settimanale Autosprint. Realizza inoltre le biografie a fumetti di altri miti dello sport come Platini, Boniek, Coppi e Rummenigge.
Per la casa editrice francese Larousse disegna le serie "La découverte du monde" e "Histoire du Far West" dal 1980 al 1987, oltre a storie per L'Écho des Savanes e Pif; nel 1986 inizia a disegnare storie per Topolino. Sempre per la Disney, realizza con il mago Silvan i libretti "Speciale Magia". Verso la fine degli anni ottanta fa ritorno alla Universo con Xenio e Rally, due serie apparse su Intrepido. Per Lanciostory disegna invece la serie Old America, su testi di Andrea Mantelli. Nei primi anni novanta entra nello staff della serie Martin Mystère, iniziando una lunga collaborazione. Dal 2010 crea un fumetto Rici e Flay per il Centro Riciclo di Vedelago (Giano Editore) destinato a sensibilizzare i bambini alla raccolta differenziata. Nel 2012/2013 è ai disegni di tutti gli episodi di Caravaggio, per l'amore dell'arte, una serie a fumetti edita sulla rivista Skorpio (Editoriale Aurea), per i testi di Roberto Recchioni e Giulio Antonio Gualtieri.
Oltre all'attività fumettistica Ongaro è attivo come pittore professionista e illustratore. Lavora con varie aziende collaborando per pubblicità e comunicazione. Si dedica in maniera continuativa a collaborazioni come illustratore e copertinista su riviste per Mondadori, Corriere della Sera-Rizzoli, Ed. Paoline, Fabbri, con quotidiani come Il Gazzettino, Il Giorno, Corriere dello Sport, Il Resto del Carlino, Tuttosport, La Nazione. Per Mondo Salute illustra gli articoli di Italo Cucci. Partecipa con ritratti e dipinti a trasmissioni di Canale 5 (partecipa alla trasmissione Jonathan, dimensione avventura, presentata da Ambrogio Fogar, con disegni su viaggi e avventure) e Rete 4 (realizza illustrazioni televisive per la trasmissioni Chi c'è c'è e Destini, illustrando la vita di Soraya).
Oltre a quelle con IPC Media (Gran Bretagna) e con Larousse (Francia), ci sono state pubblicazioni in Spagna, Danimarca, Svezia e Norvegia.
È inoltre stato pubblicato anche in Cina.
Nel 2023 realizzò il cartone dello Zecchino d'Oro 2023 Ci ci ci co co.